# Nyhammars bruk

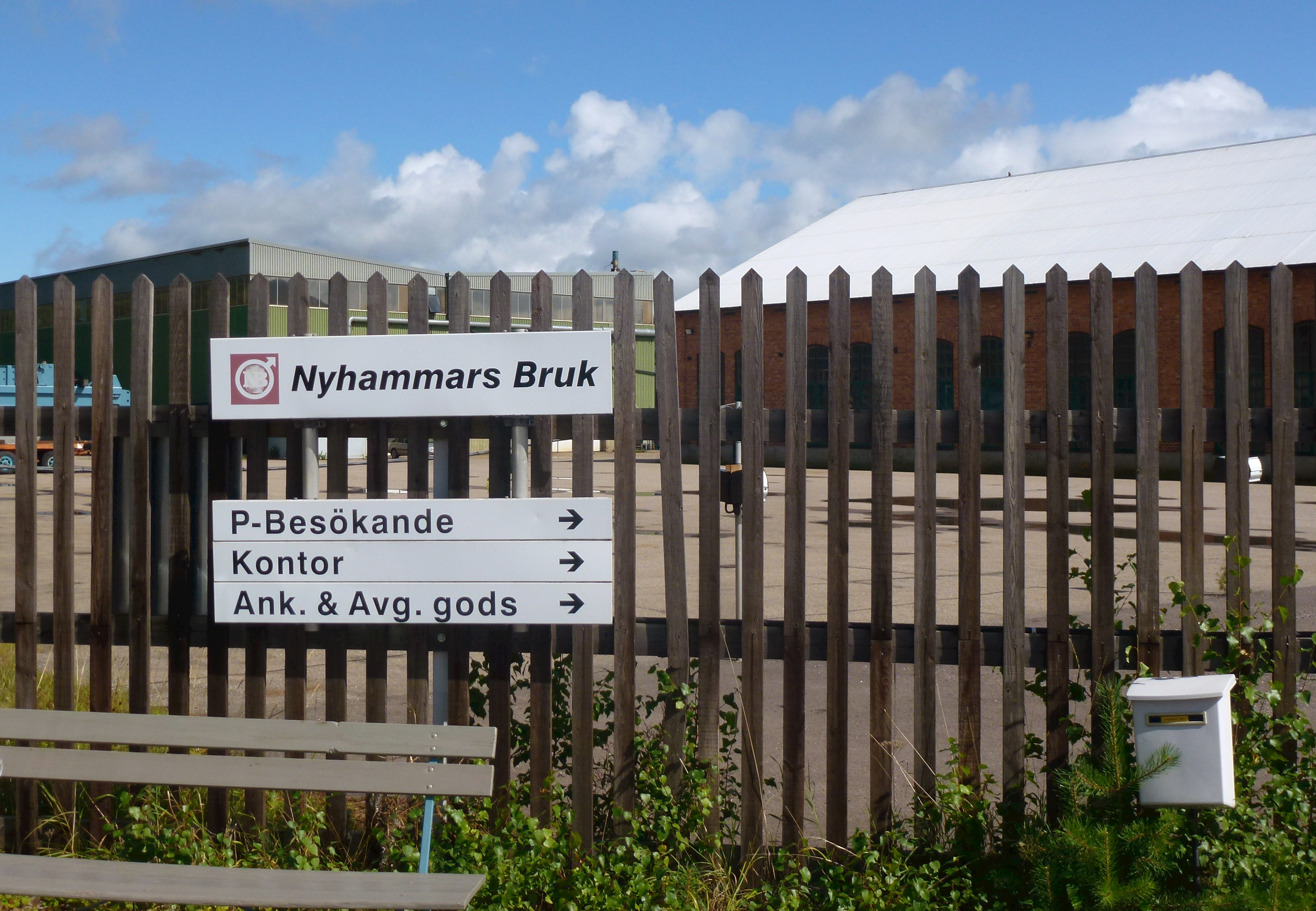
Nyhammars bruk 2013.

Nyhammars bruk är en verkstadsindustri i tätorten Nyhammar, Ludvika kommun. Bruket har sina rötter i Abechzhyttan (Abäckshyttan) som omnämns redan på medeltiden och som i sin tur gav upphov till samhället Nyhammar. År 1610 uppfördes en ny hytta som kallades Abäckshyttan. Verksamheten vid den sista hyttan lades ner 1927, och anläggningen revs kort därefter. Området är ett fornminne med RAÄ-nummer Grangärde 72:1.
Mellan Nyhammars bruk och den närliggande Illmyregruvan genomfördes 1890 Sveriges första överföring av likström. Generatorn hade konstruerats av Gustaf Darell och byggts på Nyhammars bruk. Utrustning för kraftöverföring till gruvor blev tidvis en stor produkt för företaget. 3-fasmotorer tillverkades fram till sommaren 1961 och gjuteriet lades ner år 1962. Idag tillverkar Nyhammars bruk huvudsakligen kvarnar för malning av mineraler och andra anrikningsmaskiner samt borrkronor och borrsegment för vertikal borrning av gruvschakt och delar till vindkraftstorn.

## Tidig historik, Abäckshyttan
Abechzhyttan omnämndes redan 1562. Mellan 1574 och 1582 låg hyttan öde. År 1610 uppfördes en ny hytta som kallades Abäckshyttan och drevs av bergsmän. Som ett komplement till hyttan anlades en stångjärnshammare under 1600-talets mitt vid Norrboåns utlopp från sjön Frötjärnen, norr om Stenberget. Bofast befolkning vid Stenberget fanns först vid 1600-talets slut. Bland de första som bodde och arbetade här kan nämnas mästersmeden Anders Larsson (1633-1699) med hustru Elisabeth Andersdotter och hammarsmeden Hans Pehrsson Plåt (1666-1732) med hustru Cherstin Ersdotter. När byn Stenberget var som störst fanns omkring tio familjer i området. Själva smedjan stod mellan vattenfallet från Frötjärnen och den gamla färdvägen mot Björbo (idag en del av Pilgrimsleden Västerbergslagen). Av ”nya hammaren” blev 1855 ortnamnet ”Nyhammar”.
År 1669 fanns Abäckshyttan med i en förteckning över 22 hyttor i Grangärde socken; hyttan hade då nummer W 20 B. Enligt en inventering av samtliga hyttor i Västra Bergslagen utförd år 1717 hade ”Nyhammars bergsmanshytta” med två härdar en central plats. Man producerade 2000 skeppund smide årligen. År 1727 ägdes hyttan av 32 bergsmän. Under tioårsperioden 1781 till 1790 drevs hyttan i genomsnitt 126 dygn och 18 timmar per år och nästa tioårsperiod mellan 1791 och 1800 var hyttan igång genomsnittligt 154 dygn och 11 timmar årligen. Malmen kom huvudsakligen från Grängesbergsgruvan.

## Historiska kartor

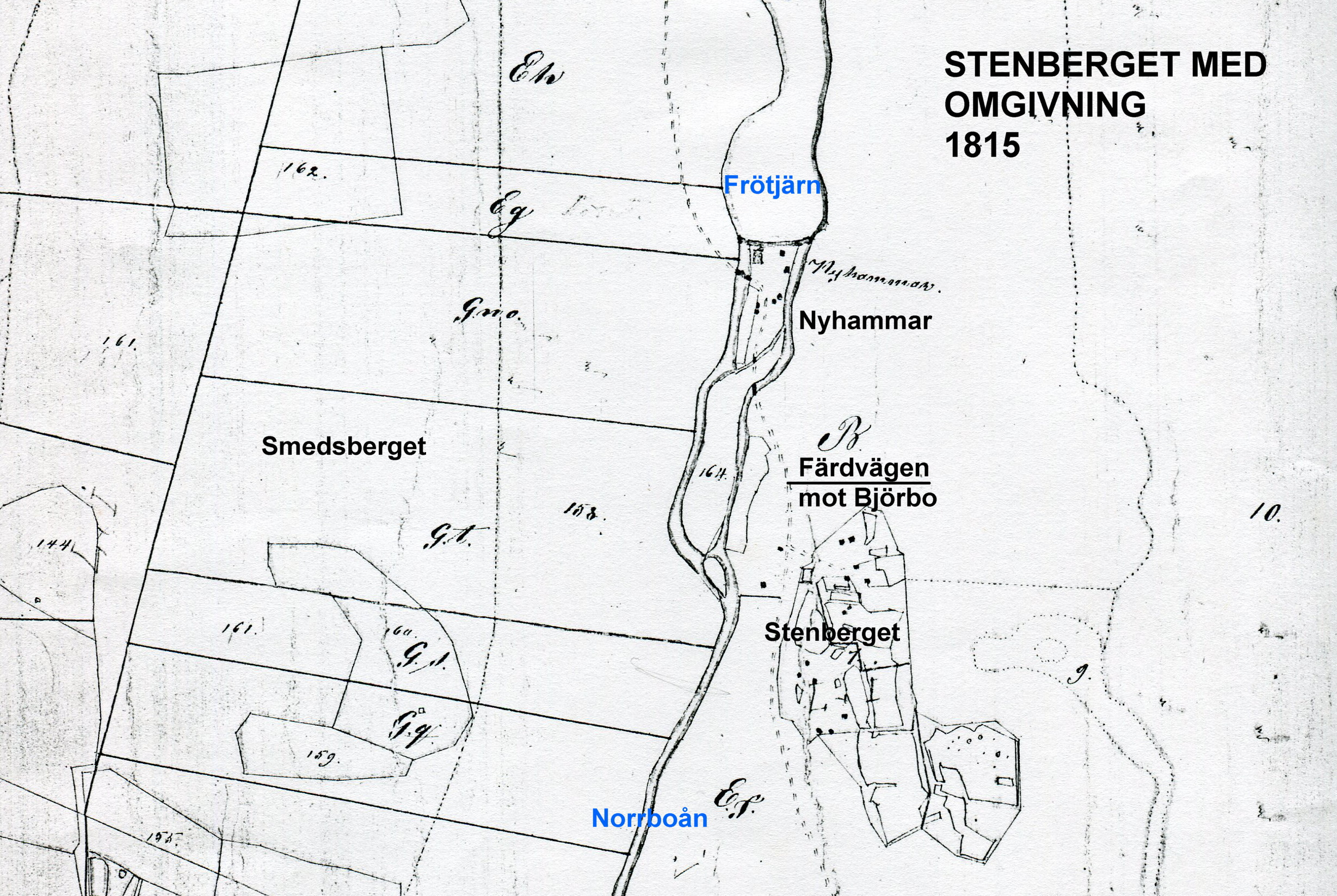
Nya hammarsmedjan ("Nyhammar") och Stenberget med omgivning 1815.
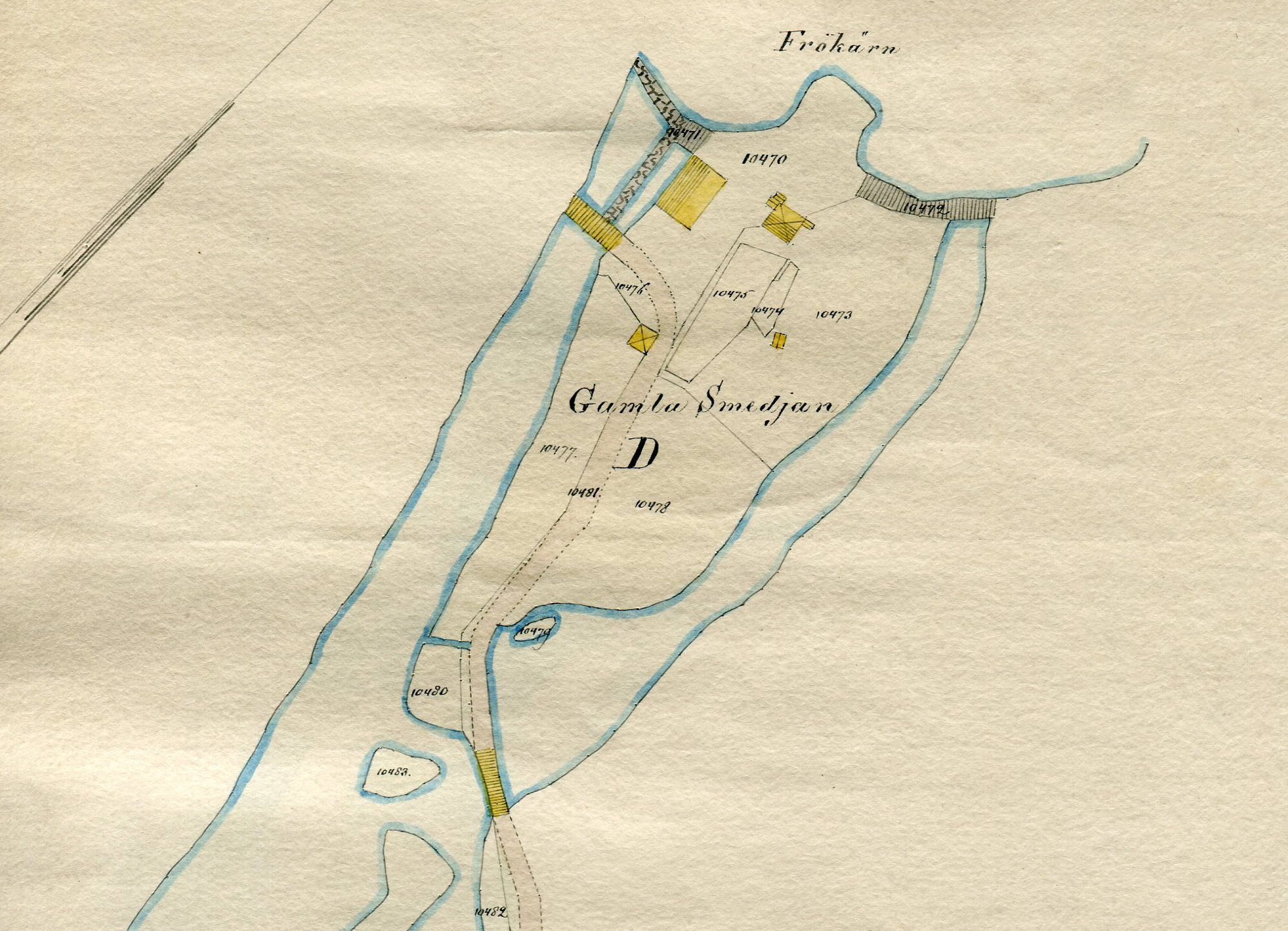
"Gamla Smedjan" 1866.
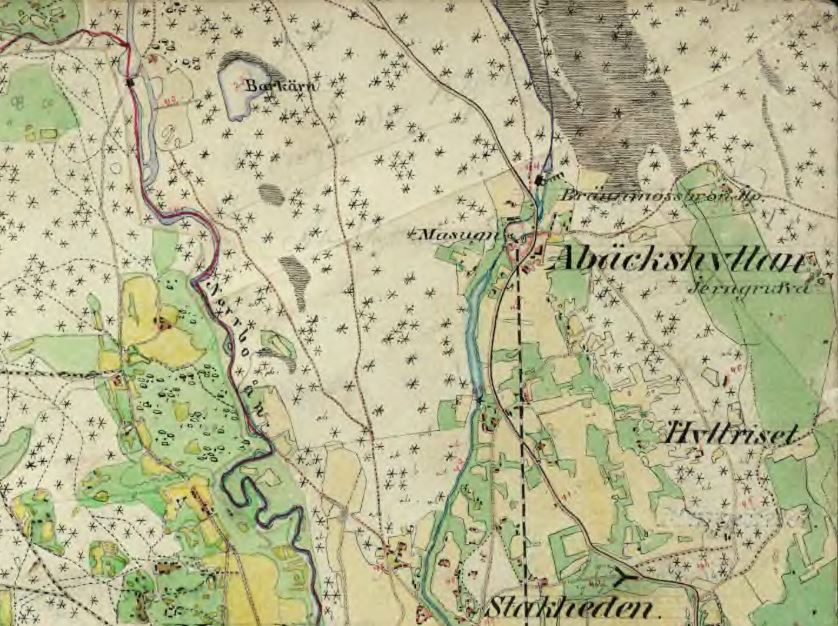
Abäckshyttan 1867.
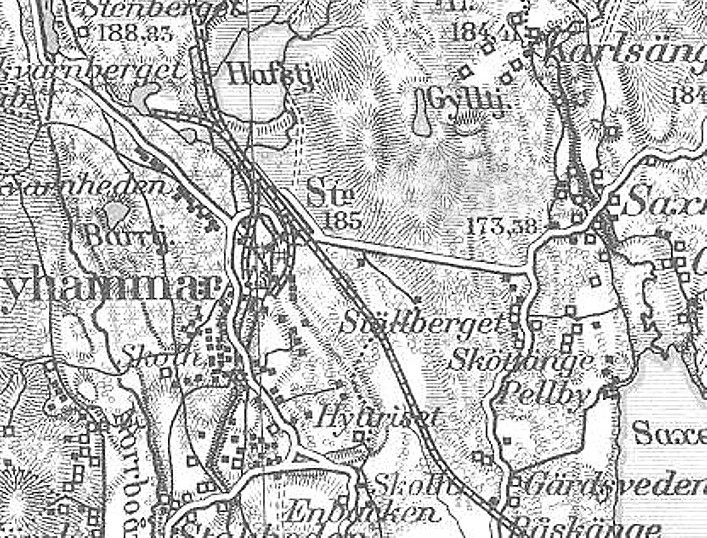
Nyhammar 1912.

## Nyhammars bruk på 1800-talet

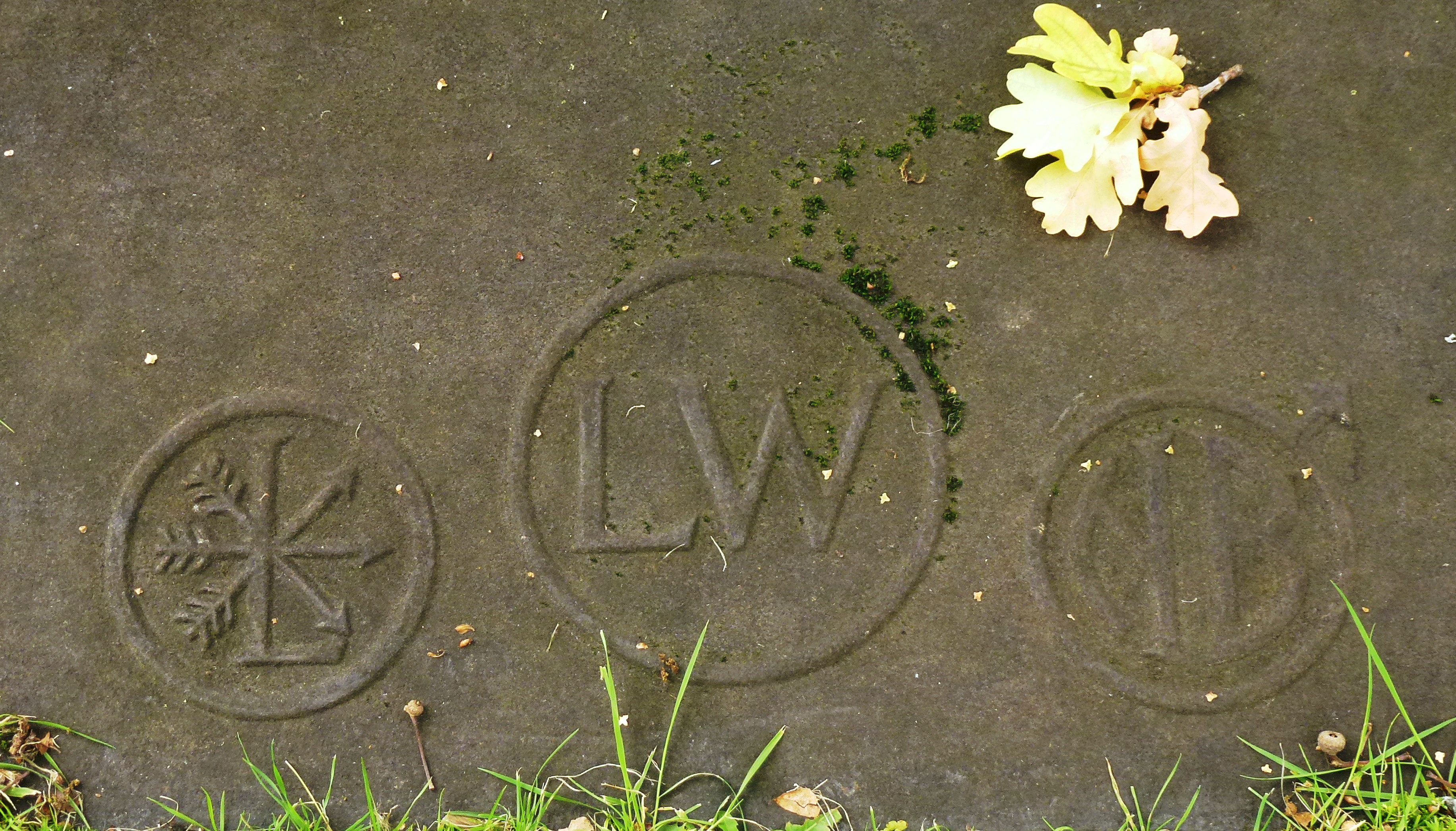
Järnstämplar för Ludvika bruk (mitten och till vänster) samt Nyhammars bruk.

Efter en brand 1815 moderniserades Abäckshyttan som då kallades för ”den bästa hyttan i hela Bergslagen”. Smedjan vid Stenberget utrustades 1832 med Lancashirehärdar. År 1833 byggdes en ny smedja vid Mångdala och 1839 producerades 2400 skeppund stångjärn per år. Nyhammars herrgård uppfördes 1810 som förvaltarbostad och kontor för bruket. Sitt nuvarande utseende fick byggnaden år 1855, innan dess låg förvaltningen i Grangärde herrgård. 
På 1830-talet kom Abäckshyttan och stångjärnssmide under samma ägare och en rekonstruktion genomfördes. År 1855 bildades Nyhammars och Fredshammars bruks Aktiebolag, samtidigt ändrades ortnamnet från ”Abäckshyttan” till ”Nyhammar”. En ny företagsera började 1866 då grosshandelsfirmorna Godenius & Co samt N M Höglund genom Samuel Godenius blev huvudintressenter i bruket. På deras initiativ lades smedjan vid Stenberget ner (och kallas då ”Gamla Smedjan”). En ny kanal (Sirapsbäcken) anlades från Stenbergstjärnen (Nydammen) som uppdämdes i södra slutet. Vattnet leddes sedan via Skalltjärn ner till hyttområdet där vattenkraften gjorde det möjligt att samla smedjan och hyttan på samma plats. Genom trassliga borgensförbindelser och en dålig konjunktur vid 1870-talets slut gjorde Samuel Godenius stora ekonomiska förluster. Godenius & Co samt N M Höglund inställde betalningarna i december 1878. Bristen var 500 000 kronor.
För att höja tackjärnets kvalitet infördes även bessemermetoden och ett eget valsverk anlades. Vid gjuteriet framställdes huvudsakligen järnkaminer och järnspisar. År 1875 ombildades bolaget till Nyhammars Jerns Aktiebolag och 1898 ytterligare en gång till Nyhammars Bruks Aktiebolag. Bruket ägde även tre tvådäckade, tvåmastade segelskutor benämnda "Urd", "Skuld" och "Verdandi". Dessa transporterade företagets produkter och gick i regelbunden trafik mellan Nyhammar och Ludvika.  År 1898 skedde även en utbyggnad av den mekaniska verkstadsrörelsen. Företaget hade 77 anställda och styrelsen leddes av bruksägaren Emil Roth.

## Historiska bilder

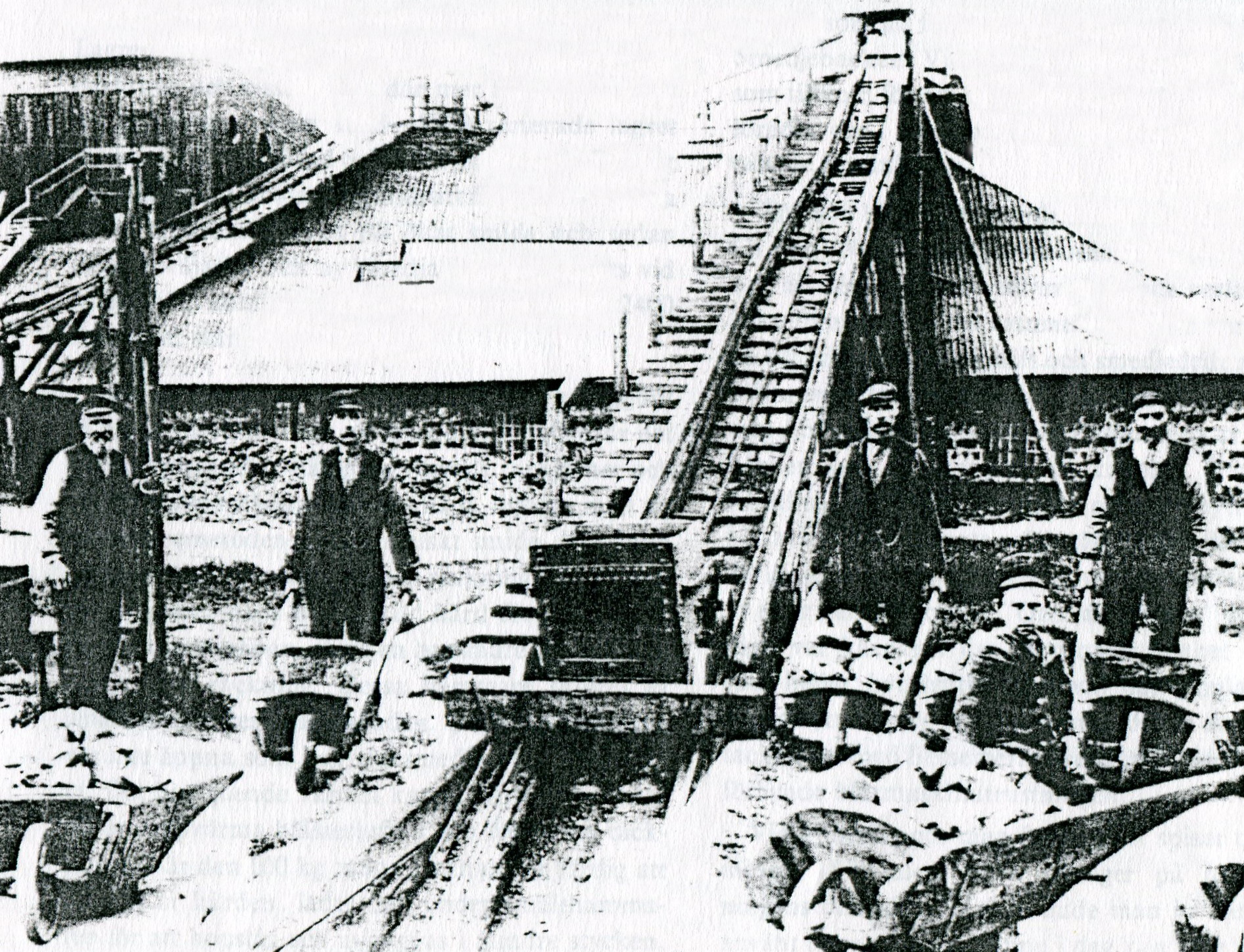
Abäckshyttan 1860-tal.
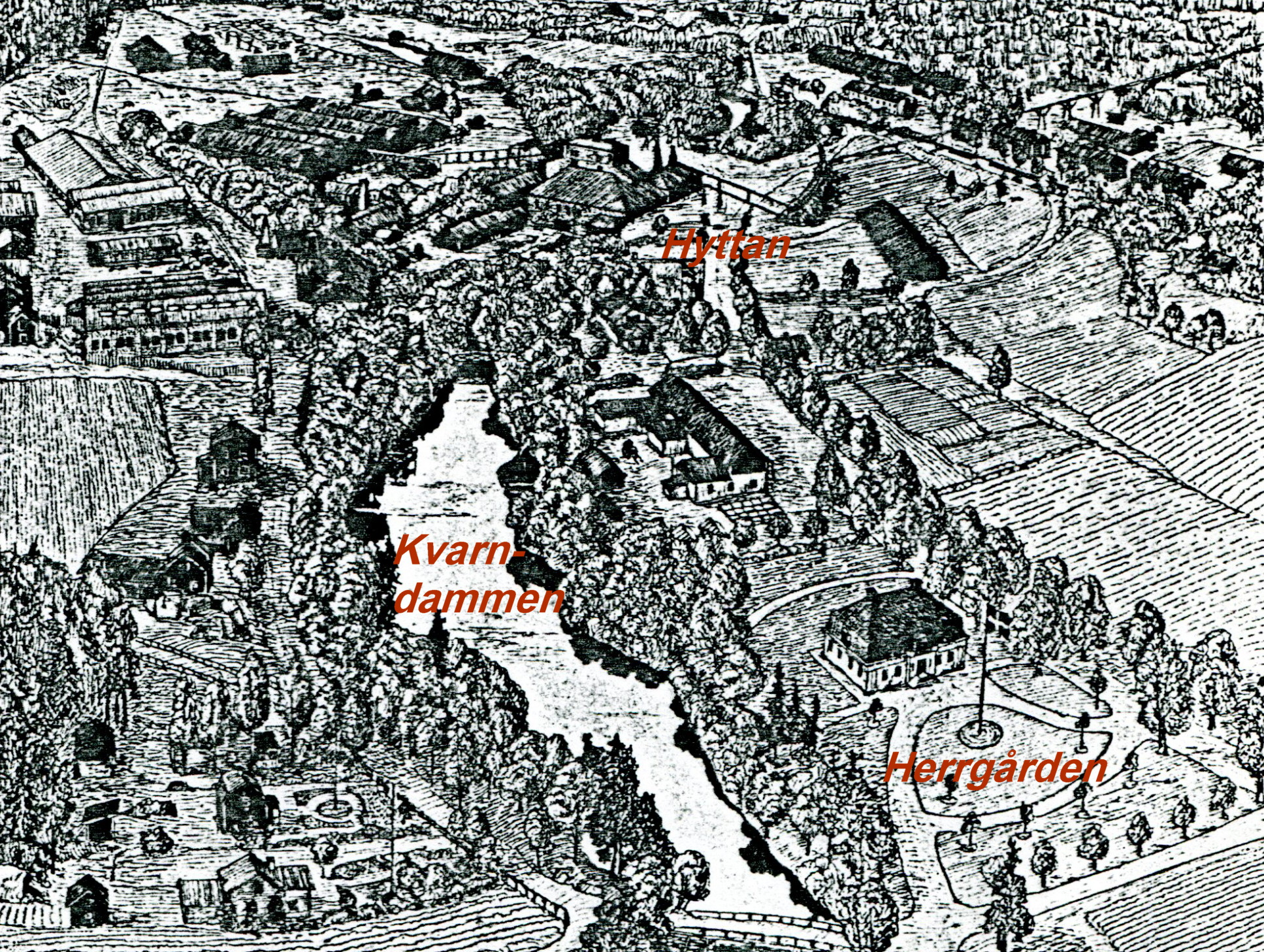
Nyhammars bruk med omgivning, äldre illustration
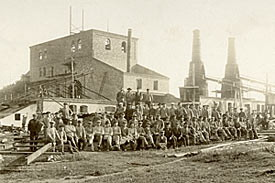
Nyhammars bruk och hytta 1916.
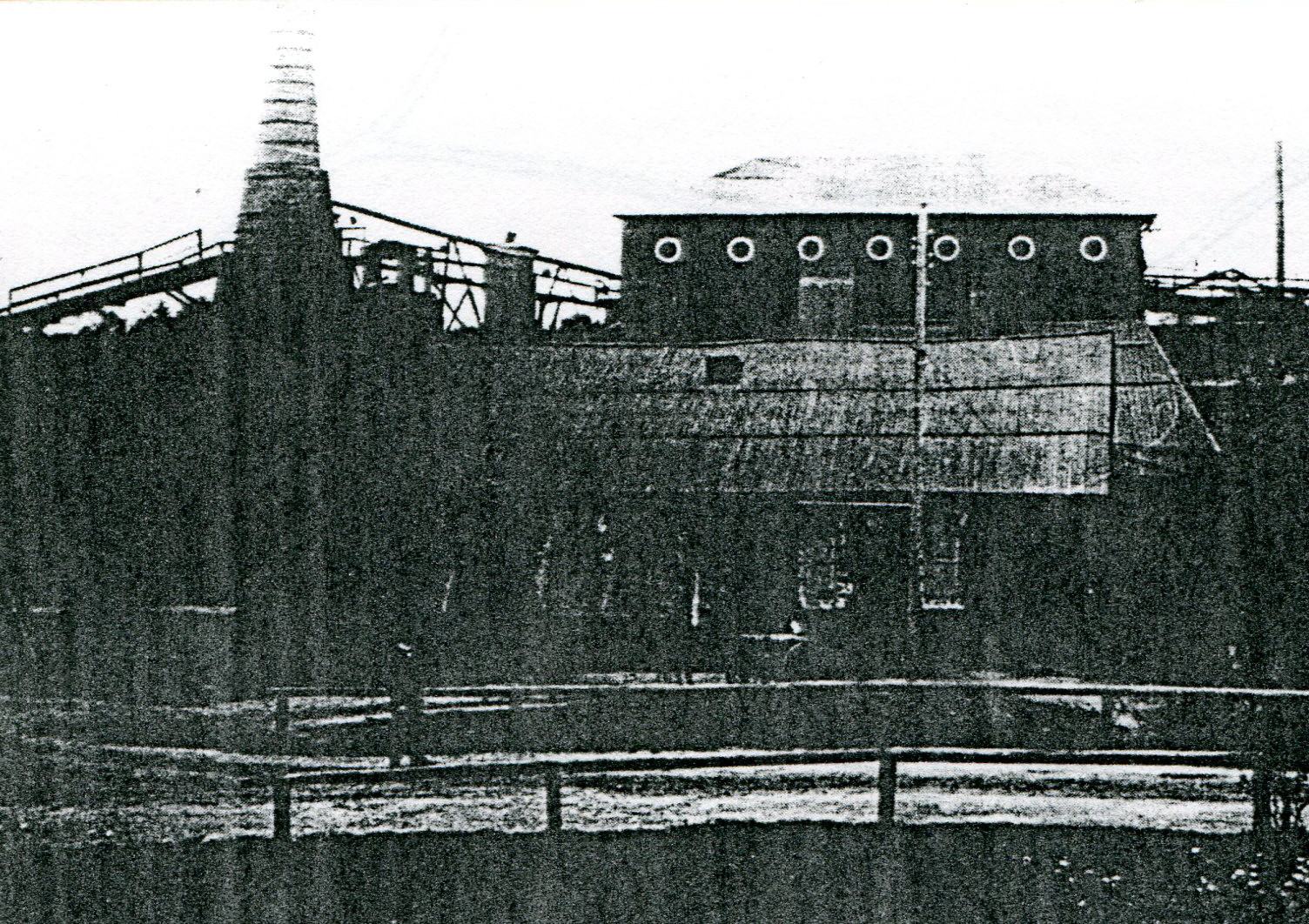
Nyhammars hytta efter stängningen.

## Sveriges första kraftöverföring för likström
Se även: Sveriges första kraftöverföring av högspänd växelström

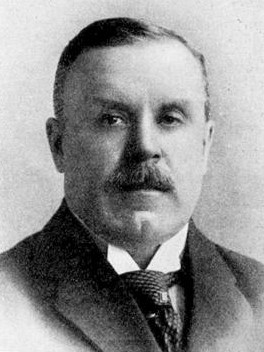
Johannes Darell.

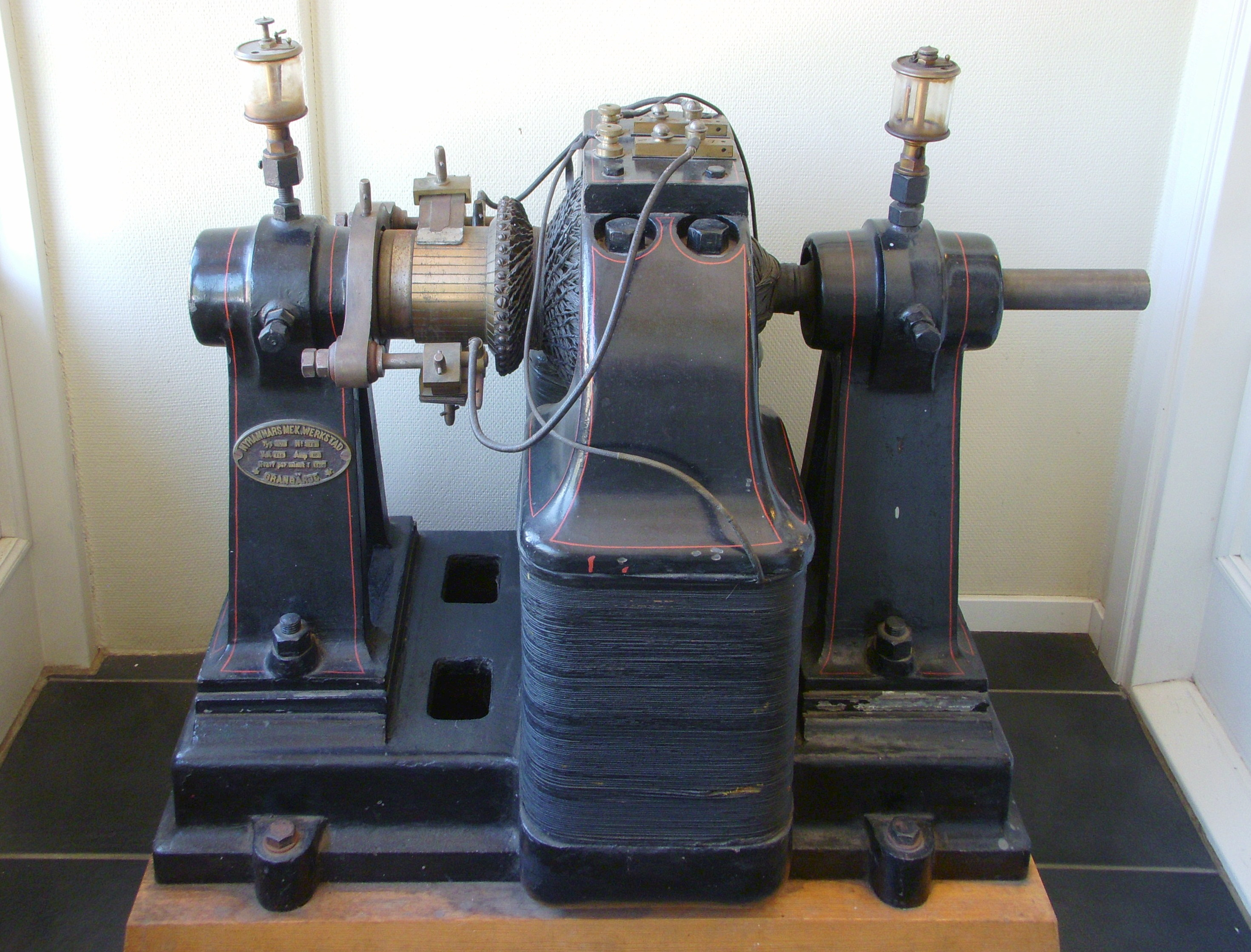
Likströmsgeneratorn nr 14 på brukskontoret.

År 1890 uppfördes en liten kraftstation söder om hyttanläggningen. Samtidigt konstruerades Sveriges första generator för likström av ingenjören  Johannes Gustaf Darell som var verkmästare och ingenjör vid Nyhammars bruk mellan åren 1885—1893. Redan 1886 eller 1887 konstruerade han en elektrisk dynamo, som tillverkades på brukets verkstad och drevs från en av brukets många vattenturbiner. Dynamon matade en elektrisk glödlampsbelysning inom brukets verkstads- och bostadslokaler. Spänningen var 65 volt och lamporna köptes från Siemens & Halske i Berlin. 
Den första kraftanläggningen, vilken även var Sveriges första elektriska kraftöverföring över huvud taget, utfördes 1889 eller 1890 inom Nyhammars bruks område och gick från bruket via luftledning till Illmyra gruva öster om hyttan, en sträcka på en och en halv kilometer. Illmyra hörde till bruket och gav "god malm" enligt Abraham Hülphers dagbok från 1757.
Generatorn tillverkades på Nyhammars bruks nyanlagda mekaniska verkstad. Strömmen var likström av 110-120 volt spänning. Ledningstråden var blank koppar på stolpar med porslinsisolatorer. Den nya anordningen innebar att de mekaniska pumparna i gruvan kunde elektrificeras. Senare flyttades Nyhammarsanläggningen till Fredmansbergs gruvfält mellan Ludvika och Grängesberg. Minst 14 likströmsmaskiner efter Darells konstruktion tillverkades på bruket. Generatorn nr 14 finns fortfarande kvar och står som klenod på brukskontoret.

## Nyhammars bruk på 1900- och 2000-talet

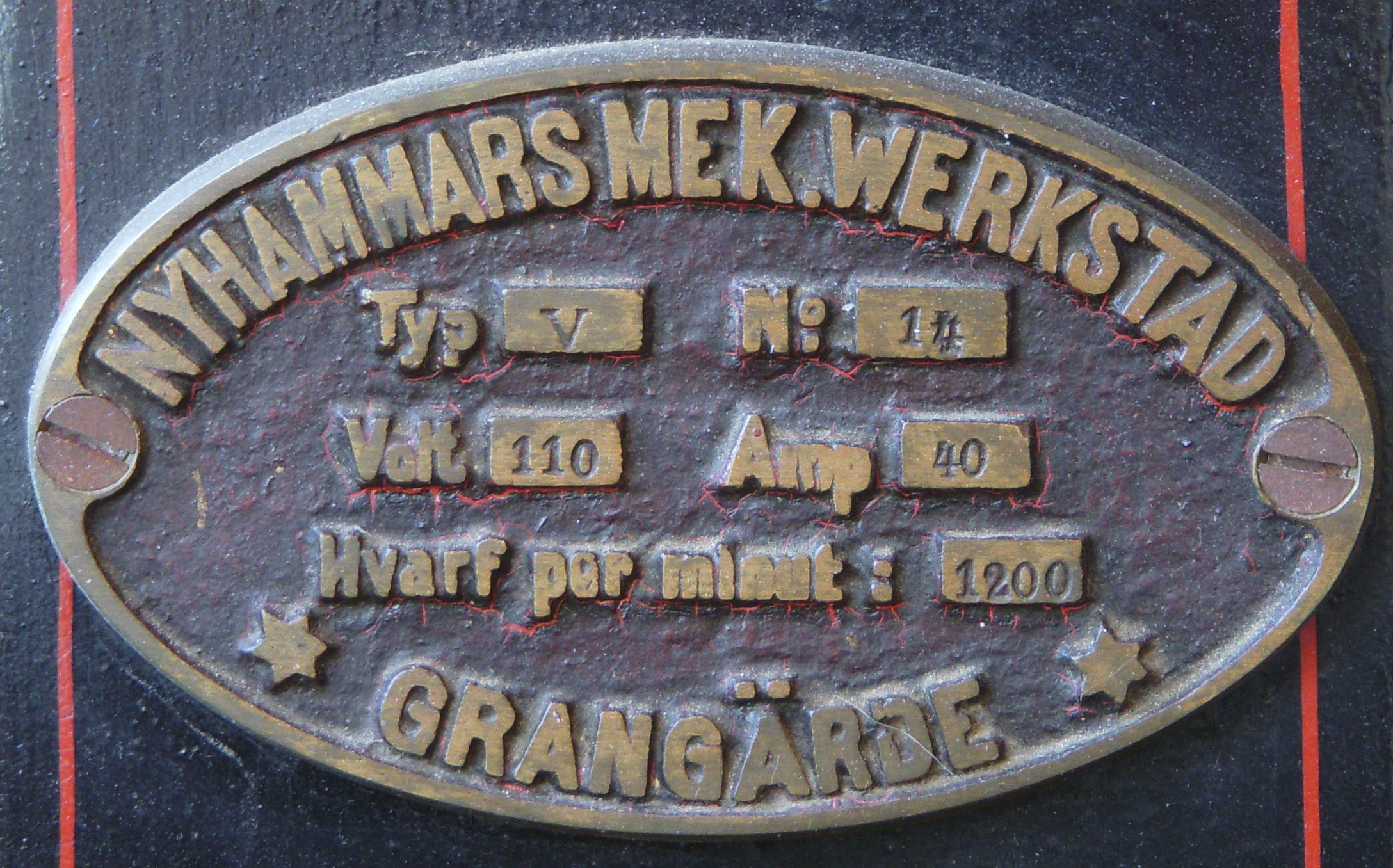
"Nyhammars Mek. Werkstad".

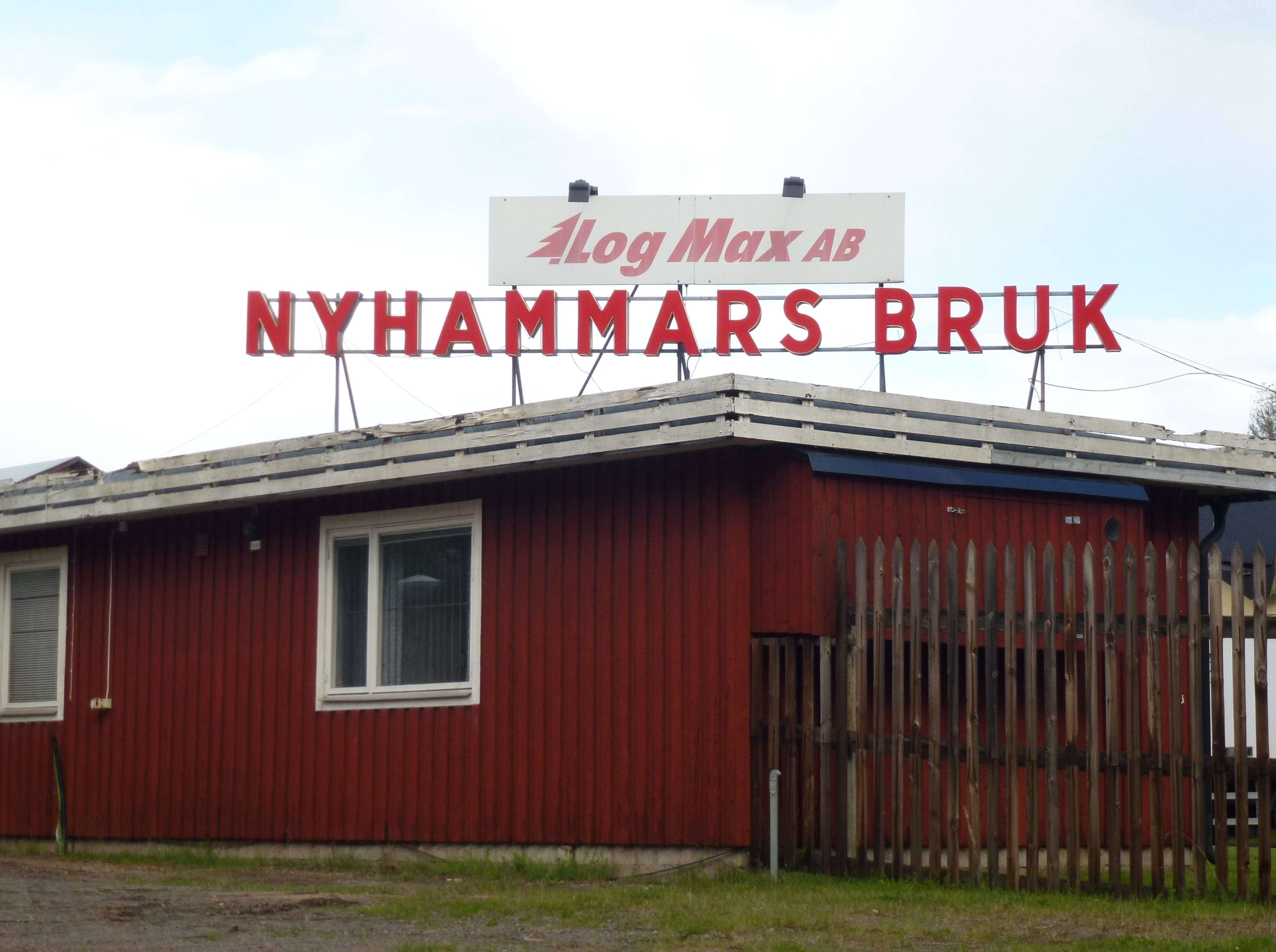
Nyhammars bruk 2012.

Vid sekelskiftet 1900 hade Nyhammars bruk en bred manufaktur av järnföremål, bland annat järnspisar, skottkärror, kokkärl, lodvågar och liknande. Genom tillkomsten av Stockholm-Västerås-Bergslagens Järnvägars utbyggnadsetapp Ludvika-Vansbro 1900-1907 fick Nyhammar och bruket en egen järnvägsanslutning som gav förutsättningen för ytterligare expansion. 1904 tillverkades vid bruket 19 600 järnsängar som gick till militären, enkla hotell och sjukhus. En udda produkt var järntoppen för fyrar. Under första världskriget uppfördes de nuvarande verkstadslokalerna och Nyhammars kraftstation samt nya bostäder. Nu arbetade över 400 människor här. Vid sidan om järnverk, gjuteri, mekanisk och elektromekanisk verkstad fanns även sågverk och snickeriverkstad.
År 1916 lades smedjan ned på grund av vatten- och kolbrist och 1927 blåstes hyttan ned. I samband med den Stora depressionen vid 1920-talets slut genomgick företaget en större kris liksom moderbolaget AB Ludvika Bruksegare. Dåvarande chefen för Nyhammars bruk, Atle Lundström, sökte rädda bruket men misslyckades. En konkurs följde 1929 och nya ägare tillträdde. År 1962 övertogs aktierna av Sala Maskinfabriks AB. På 1970-talet började tillverkning av maskiner för gruvindustrin och antal anställda låg vid 200 personer. 1972 övertogs aktierna i Sala Nyhammar av Boliden AB. Samma år uppfördes en ny plåtverkstad som utökades 1974.
Det följde flera företagsombildningar. 1979 bildas ”AB Nyhammars Bruk” och år 2001 blev Johansson & Spolander Förvaltning AB ny ägare av Nyhammars bruk. År 2007 förvärvade Scancon Industrimontage Nyhammars bruk som dotterbolag i en koncern med flera ingående bolag. Företaget hade då cirka 60 anställda med en omsättning på cirka 100 miljoner SEK.
Senaste förändring skedde i september 2012 då finska koncernen Empower AB överlät Nyhammars Bruk till Sjölanders Mekaniska AB i Västerås. Namnet "Nyhammars Bruk" planeras att även fortsättningsvis bibehållas. Idag finns ett 30-tal anställda och företaget marknadsför och tillverkar tunga svetsade stålkonstruktioner till kunder inom stål-, gruv-, skogs- och verkstadsindustrin, bland annat tillverkas kvarnar för malning av mineraler och andra anrikningsmaskiner. Omsättningen ligger på cirka 45 miljoner kronor.

## Nutida bilder

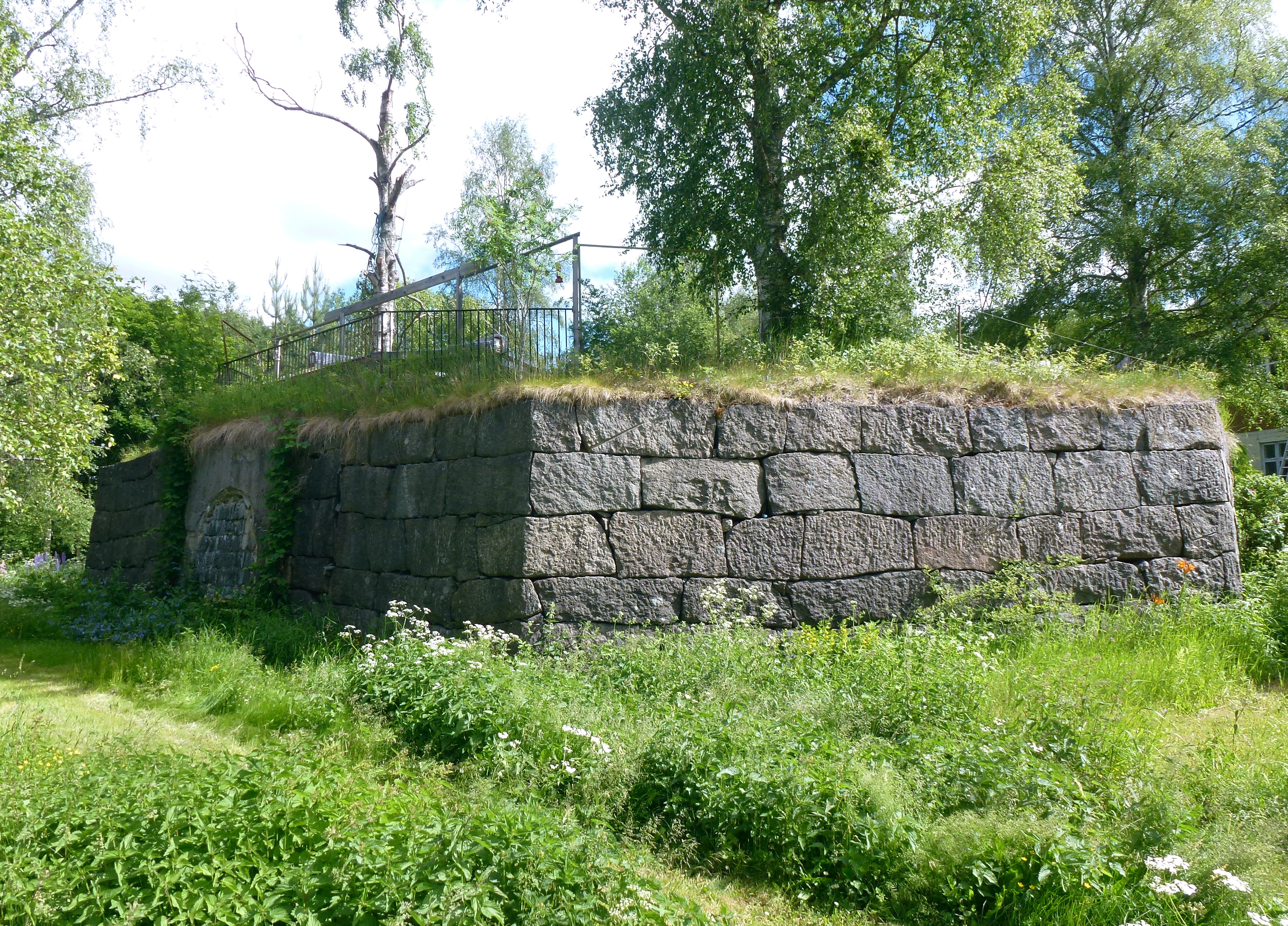
Gråstensgrund i hyttområdet
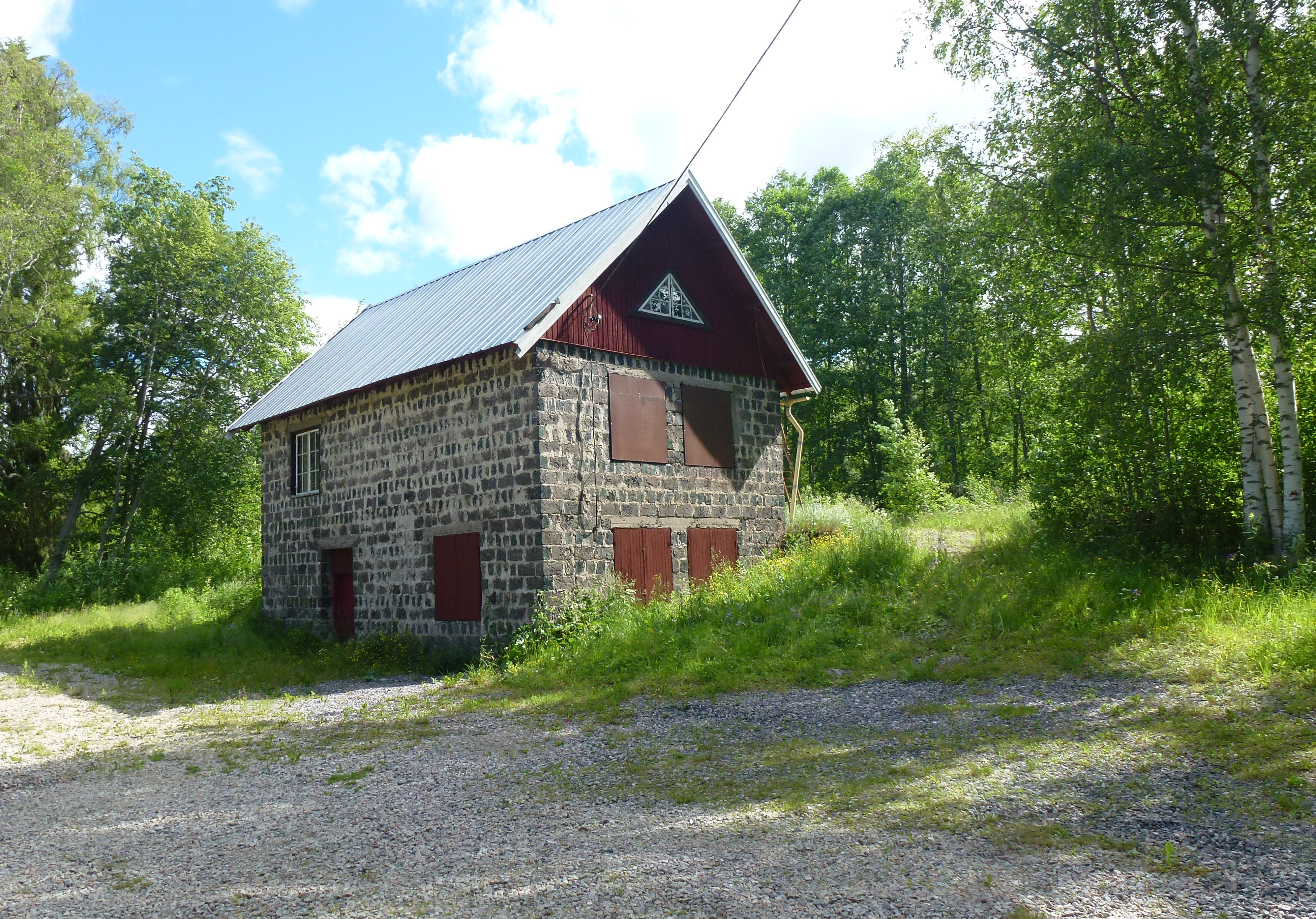
Slaggstenshus i hyttområdet
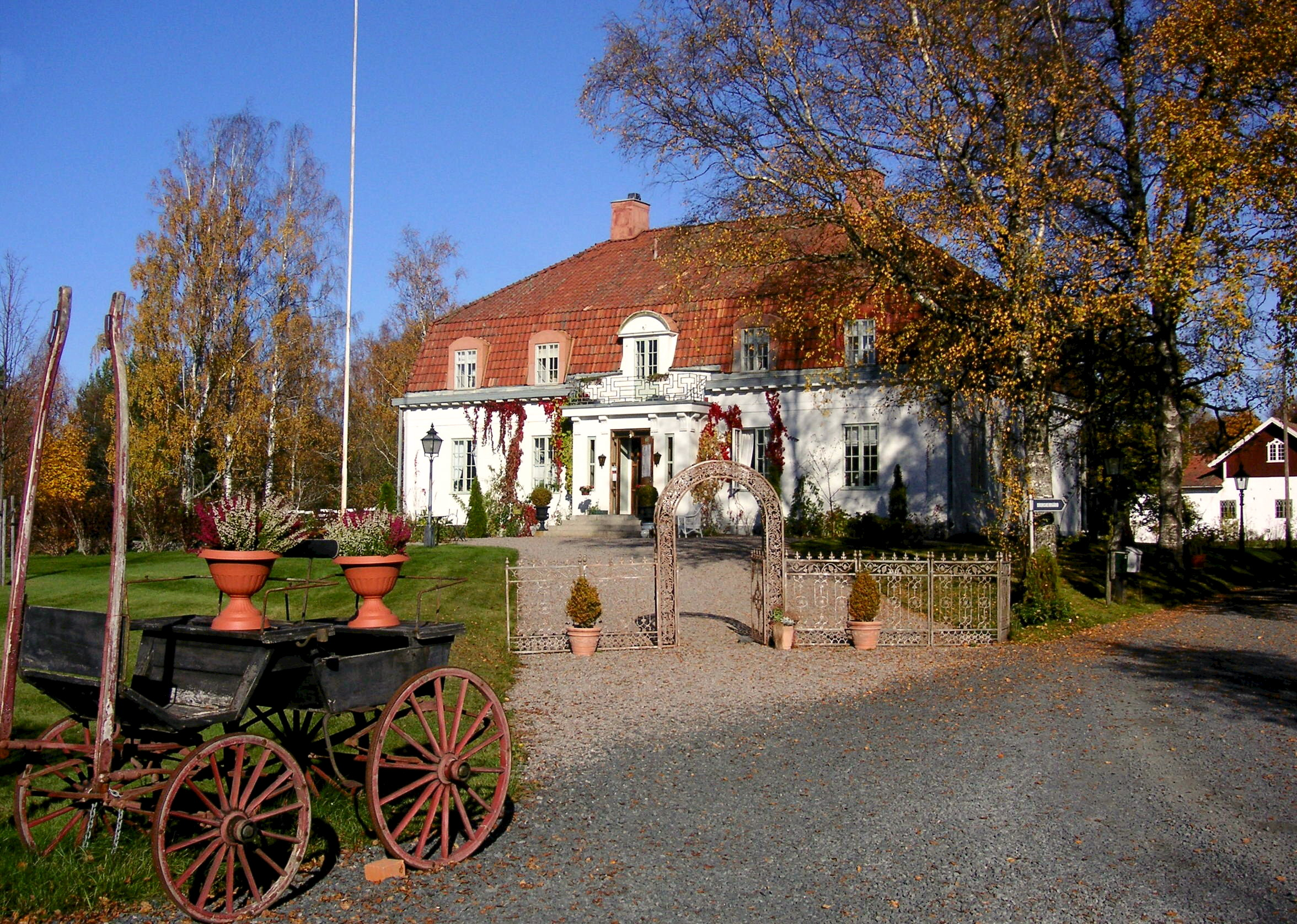
Tidigare brukskontoret (Nyhammars herrgård)
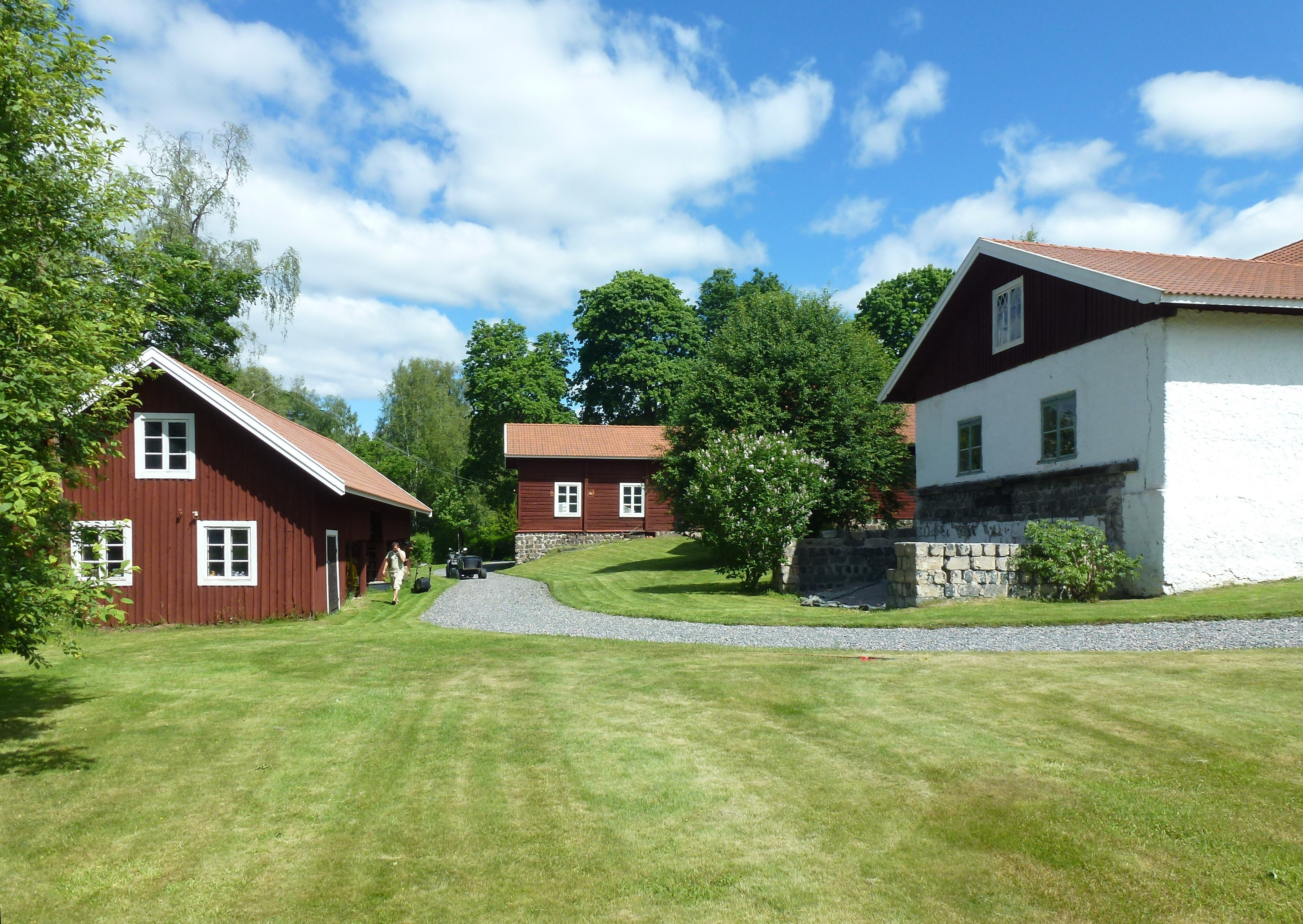
Kvarnbyggnader vid Kvarndammen
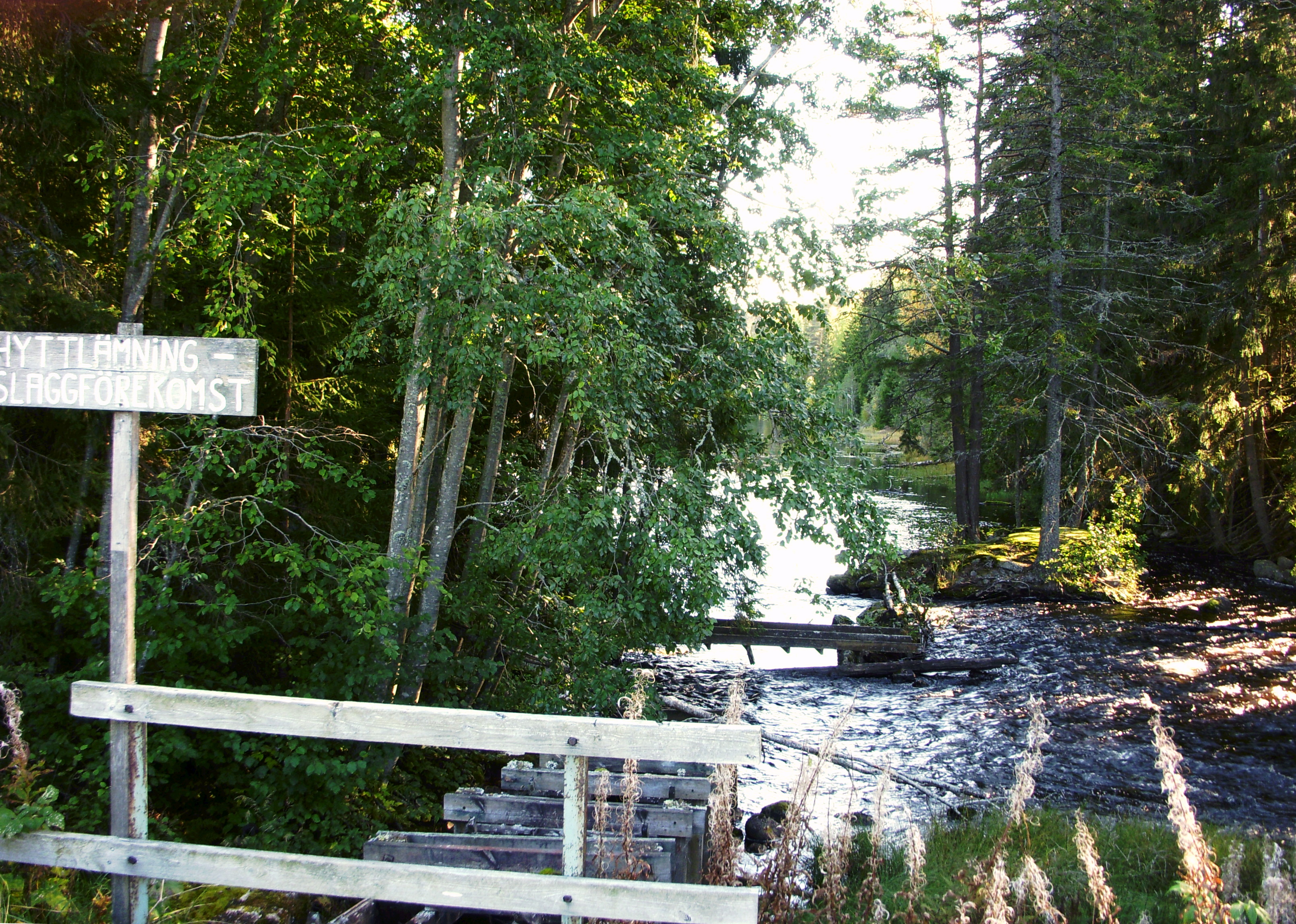
Platsen för "Gamla smedjan"
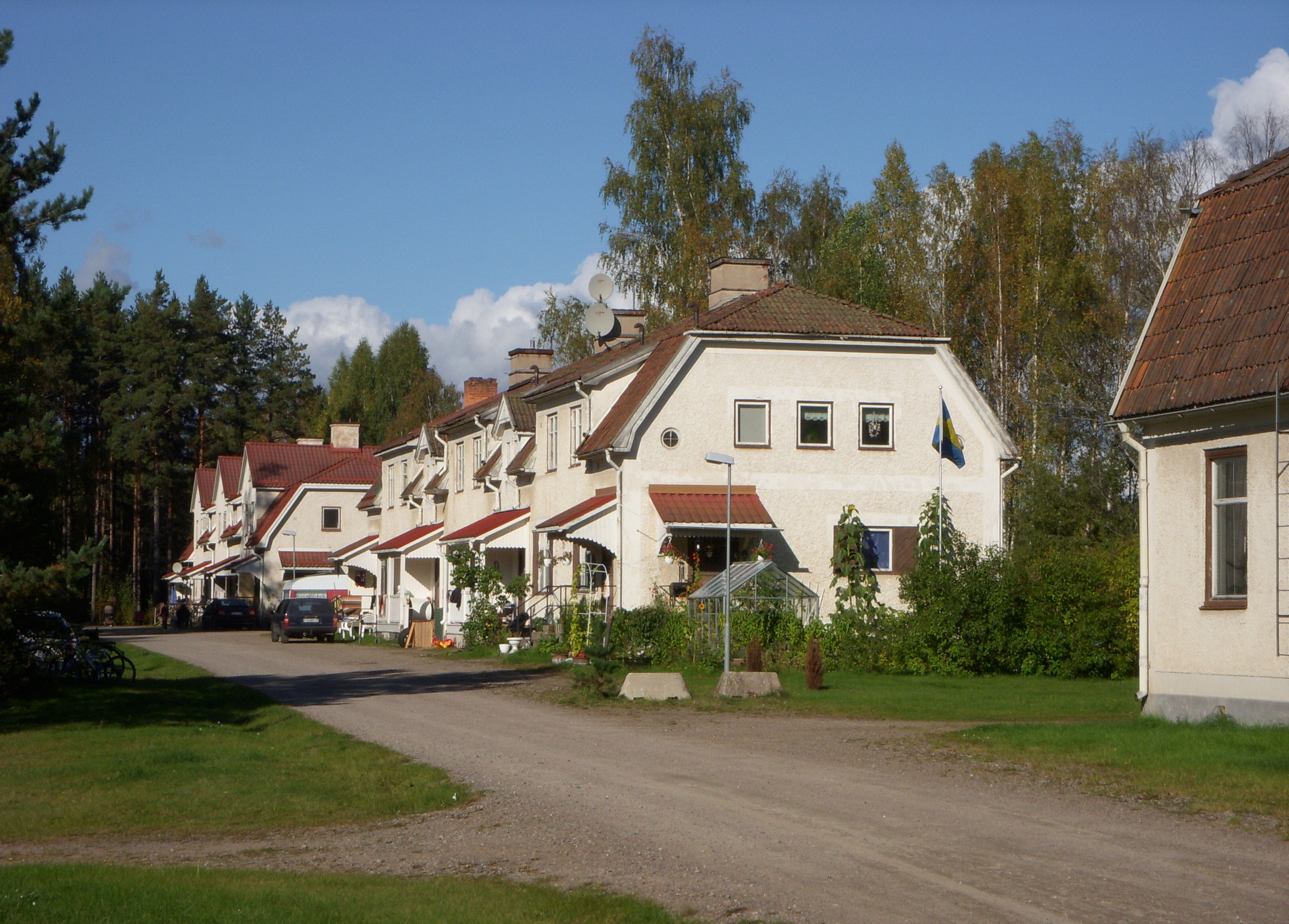
Tidigare bruksbostäder
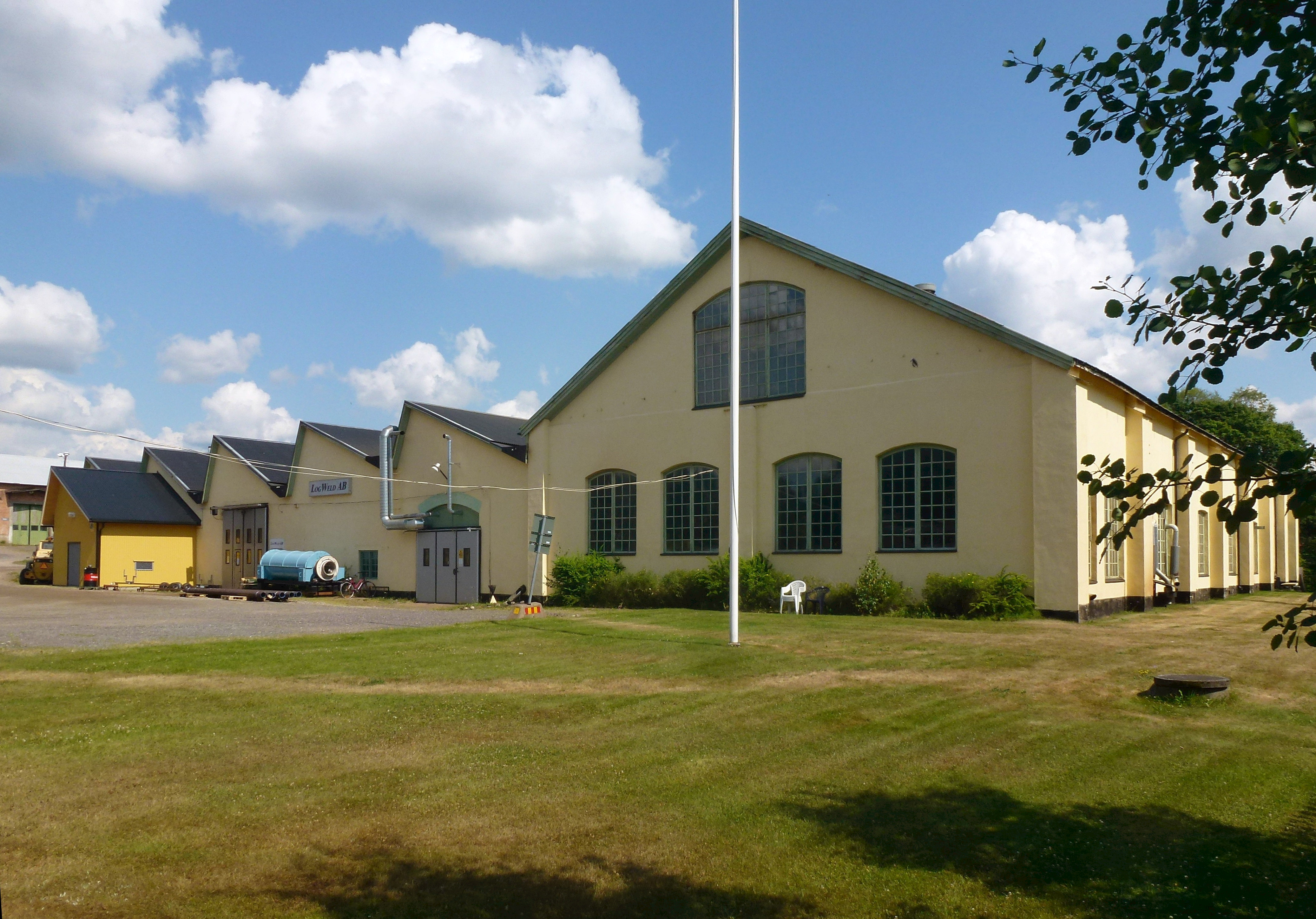
Nyhammars bruks verkstadslokaler
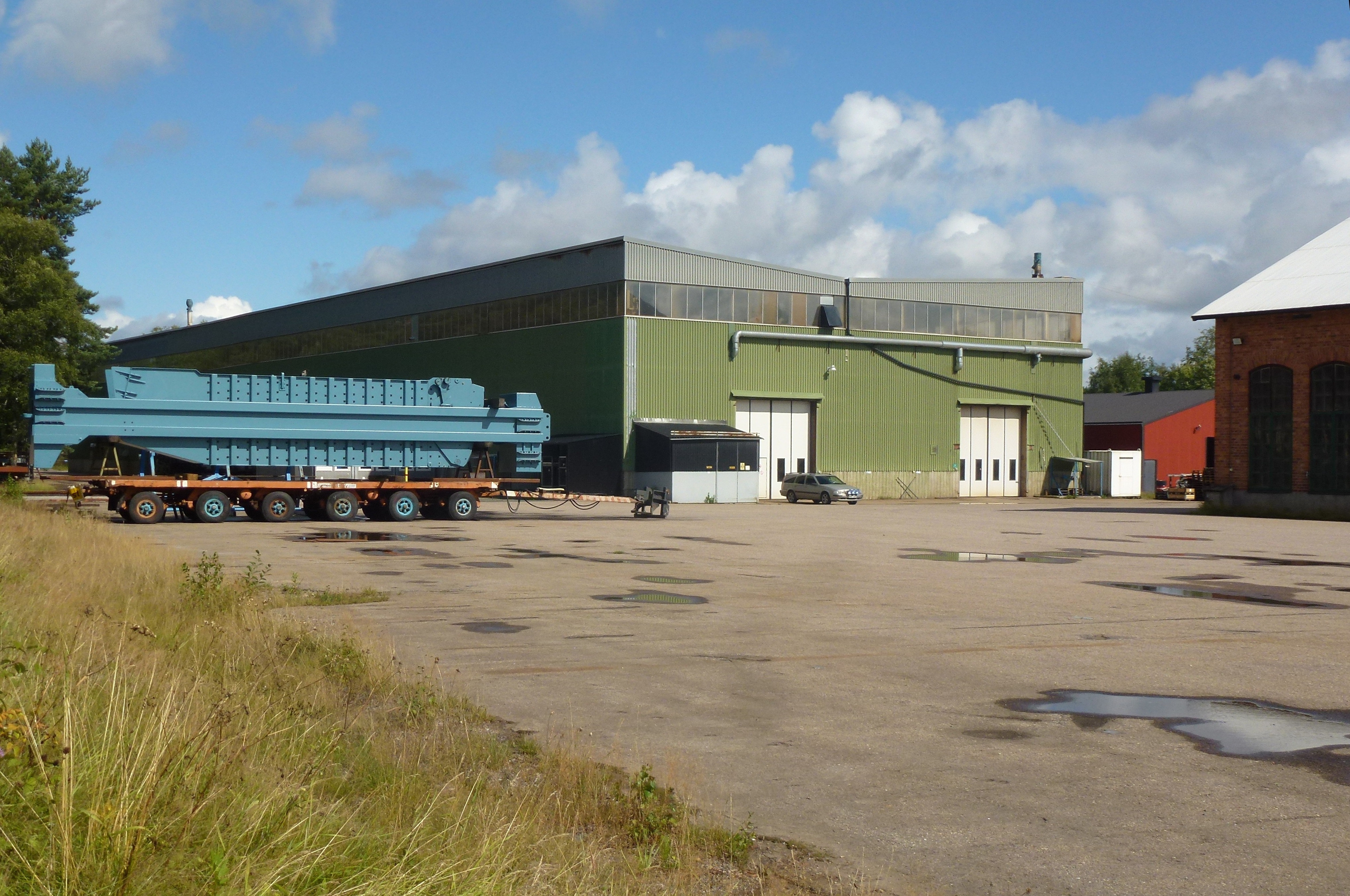
Nyhammars bruks verkstadslokaler